# Multivibratori
Multivibratori su elektronički impulsni sklopovi koji imaju dva stanja. Sklop nastaje međusobnim povezivanjem dvije tranzistorske sklopke. Mogu biti povezane otpornikom ili kondenzatorom. Vrsta veze određuje vrstu stanja. Povezivanjem preko otpornika dobiva se stabilno stanje, a povezivanjem preko kondenzatora kvazistabilno stanje.
Promjena stanja je skokovita pa je idealizirani valni oblik promjene izlaznog napona pravokutan. Stanje sklopa može biti stabilno ili kvazistabilno tj. nestabilno.
Stabilno stanje jest stanje u kojem sklop može biti trajno, sve do nailaska vanjske pobude koja ga prebacuje u drugo stanje.
Kvazistabilno ili nestabilno stanje jest stanje u kojem se sklop zadržava točno određeno vrijeme, nakon čega se prebacuje u drugo stanje. Trajanje kvazistabilnog stanja određeno je kapacitetom kondenzatora i otporom kroz kojeg se kondenzator prazni.
Svaki multivibrator ima dva stanja pa ovisno o vrsti stanja razlikujemo bistabilni, monostabilni i astabilni multivibrator.
Uz ta tri sklopa može se još dodati emiterski vezani bistabil ili Schmittov okidni sklop kojim se postiže razlučivanje ulaznog napona po amplitudi. Sklop ima dva stabilna stanja.

## Bistabilni multivibrator
Bistabilni multivibratori, također poznati kao bistabilni preklopnici, vrsta su  elektroničkih sklopova koji imaju dva stabilna stanja i koji mogu ostati u bilo kojem od svojih stabilnih stanja neograničeno dugo, sve dok ih vanjski impuls ne prisili da promijene stanje. Dva stabilna stanja omogućuju bistabilnim multivibratorima da funkcioniraju kao elementi memorije, zadržavajući jedan bit informacija dok se ne promijeni vanjskim signalom.

### Primjena
- Pohrana i zadržavanje podataka: mogu čuvati stanje (0 ili 1) što ih čini osnovnim gradivnim elementima za digitalnu memoriju.
- Digitalni prekidači: Mogu se koristiti kao elektronički prekidači koji mijenjaju stanje na temelju ulaznih signala.
- Generatori impulsa i vremenski sklopovi: U nekim konfiguracijama, bistabilni multivibratori mogu generirati precizno temporizirane impulse za uporabu u digitalnim krugovima.

Najčešći tip bistabilnog multivibratora jest sklop flip-flop. Postoji nekoliko vrsta tih sklopova:
- SR (Set-Reset) flip-flop: Najjednostavniji tip, mijenja stanje s dva ulaza: postavi (set) i resetiraj (reset).
- D (Data) flip-flop: Prenosi ulazno stanje na izlaz pri primanju takta (clock) signala.
- JK flip-flop: Kombinacija SR i D flip-flopa, omogućuje promjenu stanja, postavljanje, resetiranje ili održavanje trenutnog stanja na temelju ulaznih signala.
- T (Toggle) flip-flop: Mijenja svoje stanje na svaki takt (clock) signal.

Bistabilni multivibratori su ključni elementi u digitalnim krugovima, posebno u dizajniranju memorije i sekvenčnih logičkih sklopova. Njihova sposobnost zadržavanja stanja čini ih osnovom za izgradnju složenijih digitalnih sustava.

## Astabilni multivibrator
Astabilni multivibrator (astabil) je elektronički sklop s dva kvazistabilna stanja, nastaje međusobnim povezivanjem dvije tranzistorske sklopke pomoću kondenzatora.